# Чухраи
Чухраи (Чухраевка, Чухраево, Чухрай) — деревня в Суземском районе Брянской области России. Входит в состав Суземского городского поселения.

## География
Деревня находится в юго-восточной части Брянской области, в зоне хвойно-широколиственных лесов, в пределах западных склонов Среднерусской возвышенности, на правом берегу реки Неруссы, на расстоянии примерно 17 километров (по прямой) к северо-западу от Суземки, административного центра района. Абсолютная высота — 122 метра над уровнем моря.

### Климат
Климат умеренно континентальный с достаточным увлажнением. Среднегодовая многолетняя температура воздуха составляет 6,7 °С. Средняя температура воздуха летнего периода — 17,6 °C; зимнего периода — −4,4 °C. Безморозный период длится в среднем 149 дней. Продолжительность периода активной вегетации растений (со среднесуточной температурой воздуха выше 10 °C) составляет 148 дней. Среднегодовое количество атмосферных осадков составляет 637,2 мм, из которых большая часть выпадает в тёплый период. Устойчивый снежный покров держится в течение 116 дней.

### Часовой пояс
Деревня Чухраи, как и вся Брянская область, находится в часовой зоне МСК (московское время). Смещение применяемого времени относительно UTC составляет +3:00.

## Население
| 2010 | 2013 |
| ---- | ---- |
| 7    | ↘5   |

### Национальный состав
Согласно результатам переписи 2002 года, в национальной структуре населения русские составляли 77 % из 35 чел.